# Sidi M'Hamed Akhdim
Sidi M'Hamed Akhdim  (in arabo سيدي امحمد اخديم‎?) è un centro abitato e comune rurale del Marocco situato nella provincia di El Jadida, regione di Casablanca-Settat. Conta una popolazione di 10 817 abitanti (censimento 2014).